# Засухино (Бурятия)
Засу́хино (бур. Улаан Шулуута) — село в Прибайкальском районе Бурятии. Входит в сельское поселение «Турунтаевское».

## География
Расположено в 2,5 км к западу от центральной части села Турунтаево на автодороге республиканского значения 03К-019 на село Тресково.

## История
Г. Миллер в своих записях упоминает, что на месте села Засухино в начале XVIII века существовала деревня Улан-Чолотаевская (от бур. улаан шулуута — [место, где] красные камни).

## Население
| 2002 | 2010 |
| ---- | ---- |
| 35   | ↗46  |